# メルセデス・ベンツ・Bクラス
メルセデス・ベンツ・Bクラス（Mercedes-Benz B-Class）は、ドイツの自動車メーカーであるメルセデス・ベンツ・グループがメルセデス・ベンツブランドで展開しているトールワゴン、およびセミトールワゴン型の乗用車である。Cセグメントに属する。

## 概要
ミニバンとコンパクトカーの中間的なデザインを持つ小型乗用車であり、サイズ上は欧州Cセグメントに属する。Aクラスとはプラットフォームを共有する姉妹車であり、ホイールベースはAクラスよりも拡大されている。Aクラスと同様、前輪駆動である。
メルセデス・ベンツでは「コンパクトスポーツツアラー」と称する。「スポーツツアラー」の上位にはRクラスがあり、デザイン上にも共通点が見られる。価格や利用用途などを考慮した場合、Bクラスにより近い上位車種は、Cクラスのステーションワゴンだと考えることもできる。
Aクラスとは異なり、主にアメリカ市場での販売を念頭に開発されたとも言われるが、2006年、アメリカでの発売は断念することが発表された。ユーロ高の為替相場のため、競争力のある価格設定ができないことと、小型で安価なモデルを展開することでブランドイメージを損ねるリスクを考えたことが、その理由として説明されている。
日本におけるメルセデス・ベンツのモデル別販売台数では、1位:Eクラス 9,639台、2位:Sクラス 8,078台、3位:Cクラス 8,042台に次ぐ4位の 7,189台となっている。（2006年、日本自動車輸入組合）　
Bクラスの特徴である二重構造フロアを活かしたBクラスベースの燃料電池車「F-Cell」も開発されており、Aクラスベースの燃料電池車「F-Cell」に比べて出力が向上し、モーター出力は136PS（100kW）以上である。
なお、メルセデス・ベンツは、電気自動車や上級モデルに注力する方針を示している。これに伴い、利益率の低いコンパクトクラスのうち、AクラスとBクラスは、2025年に廃止されることが決定している。直接的な後継車種の計画もないという。

## 初代（2005年 - 2012年）T245 / W245
2005年3月、ジュネーブショーで発表。ヨーロッパでは同年春、カナダでは同年秋に発売された。日本では、2006年1月に「B200 ターボ」「B200」「B170」の販売が始まった。
エンジンやサスペンションはAクラスと共用であり、日本仕様では1.7Lまたは2.0L の直4エンジンが7速マニュアルモード付きCVTと組み合わされる。エアバッグ、ESP、アクティブヘッドレストなどの安全装備を標準装備しているほか、「B200 ターボ」には専用のスポーツサスペンションが装備されている。
2008年8月20日、Aクラスと同時に一部改良が行なわれた。急ブレーキ時にブレーキライトを点滅させ後続車に知らせる「アダプティブブレーキライト」が採用され、ディーラーオプションとしてHDDナビゲーションシステムが設定された。Aクラスとは違い、内装を充実させたエレガンス仕様は設定されていない（装備内容はエレガンス相当）。その後2009年8月24日にB200ターボが廃止となり、B170の名称がB180に変更された。2009年8月当時の価格帯は299～370万円で、これは同排気量の日本車と比較して1.5倍程度の価格である。なお日本仕様車は全車右ハンドルのみの設定である。
欧州には、2.0L ディーゼルエンジン搭載の「B200 CDI」「B180 CDI」、1.5L ガソリンエンジンを積む「B150」もラインナップされている。駆動方式がFFであることもあり、居住空間は上級のEクラス並みとなっている。リアシートは可倒式である。
| 日本仕様のグレード一覧 | 日本仕様のグレード一覧 | 日本仕様のグレード一覧 | 日本仕様のグレード一覧 | 日本仕様のグレード一覧 | 日本仕様のグレード一覧 | 日本仕様のグレード一覧 | 日本仕様のグレード一覧 |
| グレード               | 販売期間               | 排気量                 | エンジン               | 最高出力・最大トルク   | 変速機                 | 駆動方式               | 価格                   |
| ---------------------- | ---------------------- | ---------------------- | ---------------------- | ---------------------- | ---------------------- | ---------------------- | ---------------------- |
| B200 ターボ            | 2006年1月 - 2009年7月  | 2,034cc                | 直列4気筒SOHCターボ    | 193PS/28.6kgm          | CVT                    | FF                     | 3,937,500円 -          |
| B170                   | 2006年1月 - 2009年7月  | 1,698cc                | 直列4気筒SOHC          | 116PS/15.8kgm          | CVT                    | FF                     | 2,992,500円 -          |
| B180                   | 2009年8月 - 2012年4月  | 1,698cc                | 直列4気筒SOHC          | 116PS/15.8kgm          | CVT                    | FF                     | 2,990,000円 -          |
| B200                   | 2006年1月 - 2012年4月  | 2,034cc                | 直列4気筒SOHC          | 136PS/18.9kgm          | CVT                    | FF                     | 3,640,000円 -          |

## 2代目（2011年 - 2019年）W246
2011年8月25日発表。ヨーロッパではフランクフルトモーターショーで発表され、同年11月に発売された。
デザインは、先代を踏襲しながらもCD値0.26を確保。従来のサンドイッチ構造をやめ、新開発のMFAプラットフォームを採用したことで、乗降のしやすさや室内空間の拡大に寄与している。ただし電気自動車仕様および燃料電池自動車仕様にはフロアパネル下部に専用スペースを設けることで対応するとしている。
安全装備として、クラス世界初のレーダー型衝突警告システムであるCPA（コリジョンプリベンションアシスト）、運転者の注意力低下を教えてくれるアテンションアシストを標準装備。
トランスミッションは、6速MTの他に、自社開発の湿式多板クラッチ方式の7速デュアルクラッチトランスミッション（7G-DCT）を設定。7G-DCTはコラムカバー右側のレバーとステアリングのパドルシフトで操作を行う。駐車ブレーキはインストルメントパネル下部のスイッチによる電気式を採用。ECOスタートストップ機能（アイドリングストップ機能）を搭載。

### 日本市場での販売
2012年4月25日、正式発表され、同日より販売を開始した。
日本仕様は、全車スポーツサスペンションの搭載により、全高が1,540mmとなり、機械式駐車場への入庫が可能となった。なお最低地上高は105mmとなり、全高は機械式駐車場の規定をクリアしていても、古い機械では最低地上高が低すぎるとして入庫できない場合も多い。
パワートレインは、全車1.6L直噴ターボガソリンエンジン+7速DCTとなっており、10・15モード燃費においては先代に比べて約19%の燃費向上を実現（10・15モード換算値による比較）。JC08モードにおいても16.0km/Lを実現しており、「平成27年度燃費基準+10%」を達成。さらに「平成17年基準排出ガス75%低減レベル（☆☆☆☆）」も取得した。
グレード体系は「B 180 BlueEFFICIENCY」と「B 180 BlueEFFICIENCY Sports」の2グレードが用意され、「B 180 BlueEFFICIENCY Sports」には専用エクステリア、18インチ5ツインスポークアルミホイール、プライバシーガラス（後席左右、ラゲッジルーム）、運転席メモリー付フルパワーシート、ブラックアッシュウッドインテリアトリム、助手席側リバースポジション機能付ドアミラーを追加装備した「Night Package」が設定される。
2012年夏以降導入の2013年モデルに一部仕様変更があり、「B 180 BlueEFFICIENCY Sports」のドアミラーが黒色に、マフラーがデュアルマフラーとなり、全車においてサスペンション設定の変更、スピードメーターの表記変更、床照明の追加などが行われた。
2013年2月26日、追加グレードとして、2.0L直噴ターボエンジンを搭載し、18インチAMGマルチスポークアルミホイール（ブラック）を採用するなどスポーティな外観とし、充実した装備内容としたハイパフォーマンスモデル「B 250 BlueEFFICIENCY」を追加発売した。
同年7月10日、「B180」をベースに、「バリューパッケージ」の装備品に加え、前席メモリー付フルパワーシート、助手席側リバースポジション機能付ドアミラー、前席シートヒーター、専用フロアマット、装着時でもシートベルトやチャイルドシートが使用できる専用リアシートエプロンを装備した特別仕様車「B180 Northern lights black LIMITED（ノーザンライツブラックリミテッド）」を発売（250台の限定販売、同年8月下旬より納車開始）。
2014年1月23日、「B180」をベースに、「カルサイトホワイト」のボディカラーとブラックの内装色を採用し、トレモライトグレーペイント17インチ5ツインスポークアルミホイールを装備してモノトーンのシンプルモダンなスタイルに仕上げるとともに、快適装備をひとまとめにした「バリューパッケージ」、安全運転支援システム「セーフティパッケージ」、運転席メモリー付フルパワーシートなどを特別装備して充実の装備内容とした特別仕様車「B180 MONOLABEL（モノレーベル）」を発売（300台の限定販売、同年3月上旬より納車開始）。
2015年1月9日、マイナーチェンジを発表（注文受付は同日より開始、発売は2月初旬より開始）。外観は最新のメルセデスデザインを採用してよりスポーティーなデザインとなり、ヘッドランプはメインビーム、ポジショニングライト、ウィンカー、ドライビングライトなどにLEDを採用したLEDハイパフォーマンスヘッドランプ（アダプティブハイビームアシスト付）を新たに設定。また、グレード体系を一部見直し、2.0L車の「B250」は可変トルク配分型4WDシステム「4MATIC」を搭載したBクラス初の4WD車「B250 Sports 4MATIC」となった。なお、「B180 Sports」のパノラミックスライディングルーフ装着車は「平成27年度燃費基準+20%」を達成した。
同時に、特別仕様車「Edition Red」を発売。「B180 Sports」及び新グレードの「B250 4MATIC Sports」をベースに、クランベリーレッドの本革シートとレザーARTICOドアパネルとブラックアッシュウッドのインテリアトリムを組み合わせ、ハイグロスペイントを施した18インチAMGマルチスポークアルミホイールを採用。フロアマット、助手席メモリー付フルパワーシート、レーダーセーフティーパッケージ、アンビエントライト（マルチカラー）を特別装備したほか、「B180 Sports Edition Red」には、「B250 4MATIC Sports」に標準装備されている「ベーシックパッケージプラス」も特別装備した。ボディカラーは「B180 Sports Edition Red」は「カルサイトホワイト」、「B250 4MATIC Sports Edition Red」は「コスモスブラック」がそれぞれ設定される。「B180 Sports Edition Red」は150台、「B250 4MATIC Sports Edition Red」は50台の限定販売となる。
2017年7月26日、一部改良。「B180 Sports」と「B250 4MATIC Sports」を廃止し、「B180」のみのモノグレード体系に集約するとともに、従来はオプション装備だったベーシックパッケージを標準装備化し、併せて、EASY-VARIOPLUS（バックレスト折りたたみ角度調整機能、後席シートスライド機能、ラゲッジフロアボード調整機能）や後席テーブル等を標準装備（装備内容の充実化に伴い、従来型より34万円値上げ）。また、シート表皮がファブリックからレザーツインへと変更され、アルミホイールも従来の16インチから17インチへサイズアップされ、意匠も変更された。そして、レザーエクスクルーシブパッケージが廃止され、新たにレザーARTICOシートやパノラミックスライディングルーフ（挟み込み防止機能付）などで構成された「プレミアムパッケージ」を設定した。ボディカラーはメタリックペイント（有償）に「エルバイトグリーン」「カバンサイトブルー」「キャニオンベージュ」の3色を追加した。

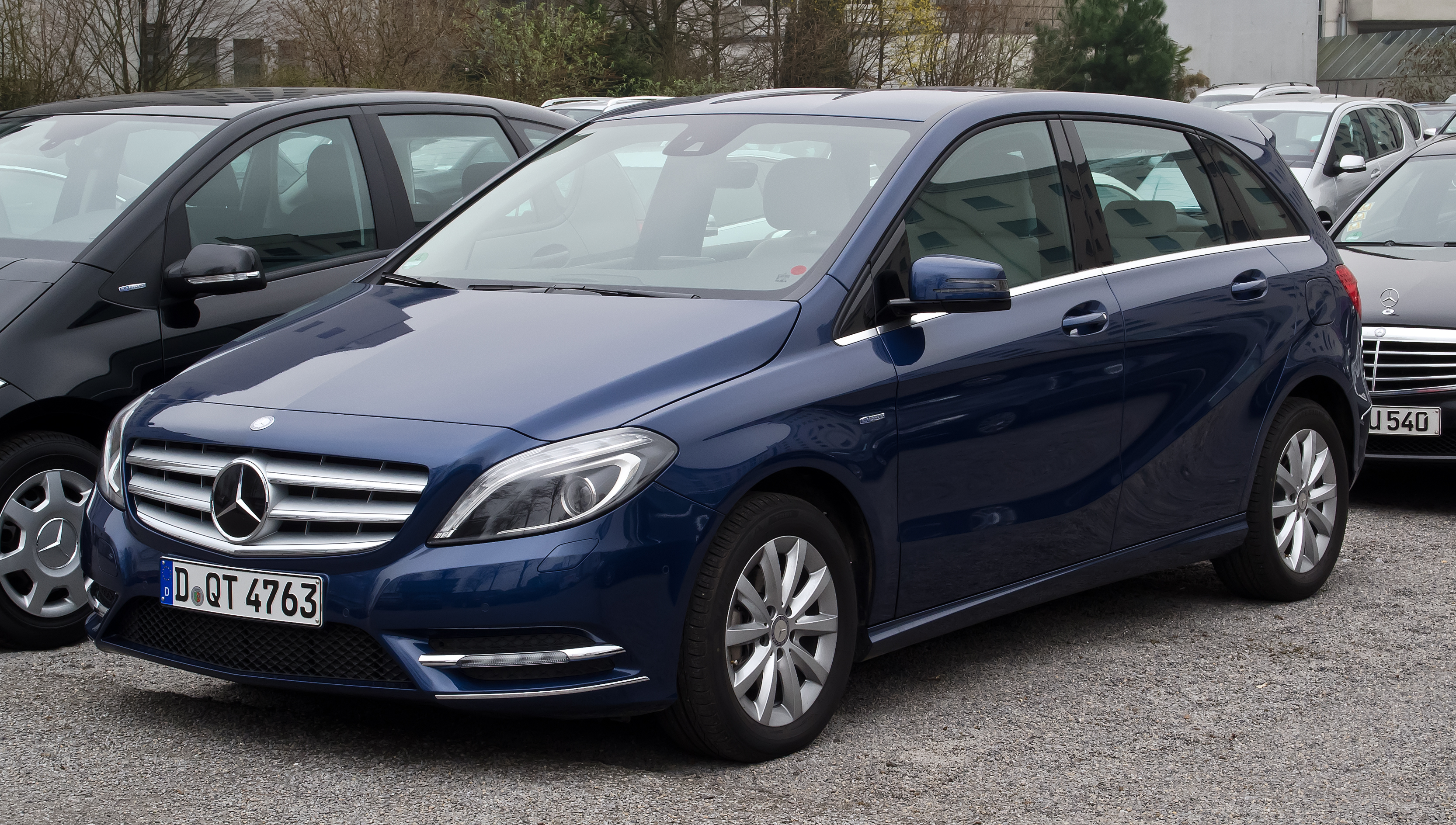
B180 CDI（前期型、欧州仕様車）
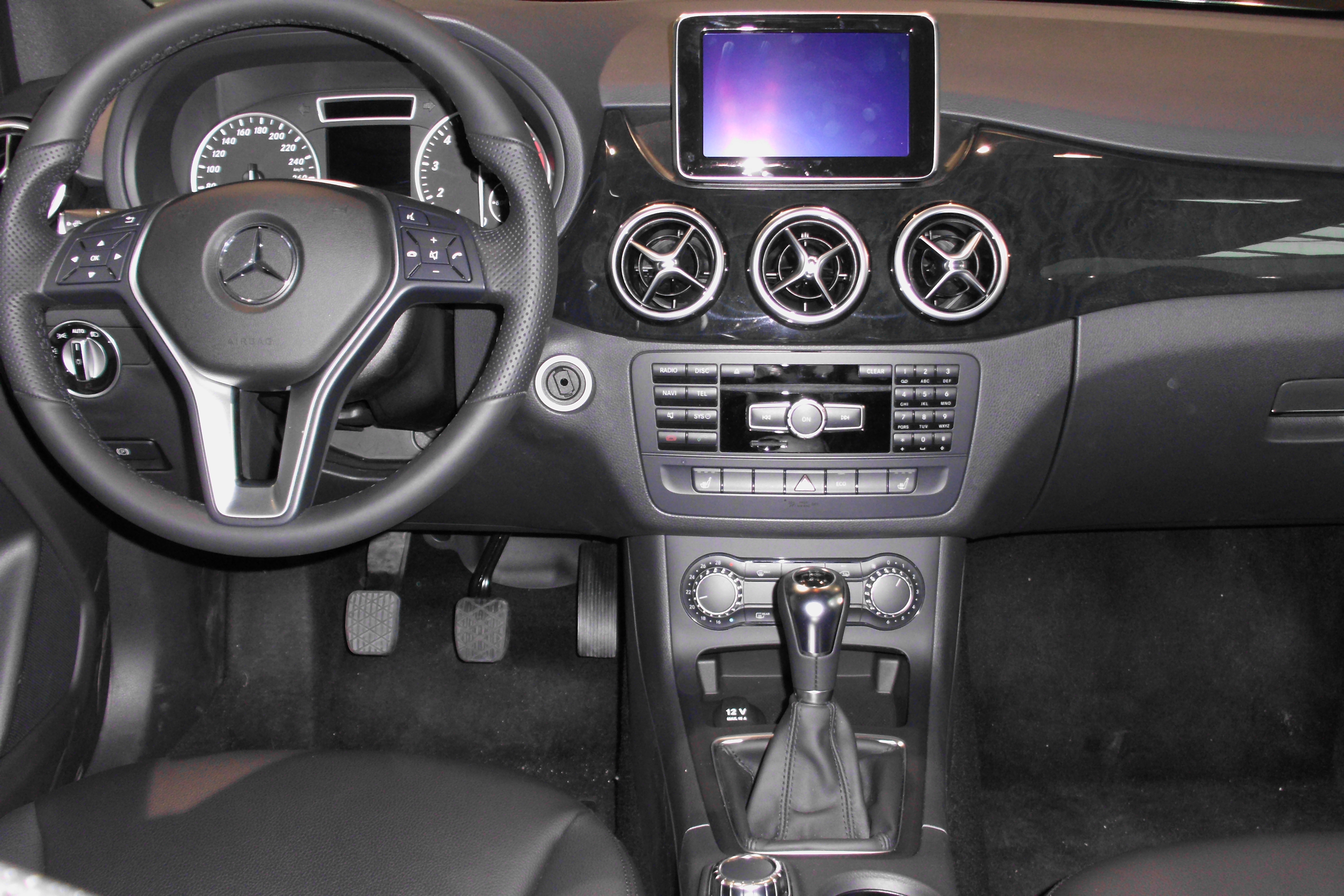
車内（前期型）

| 日本仕様のグレード一覧 | 日本仕様のグレード一覧 | 日本仕様のグレード一覧 | 日本仕様のグレード一覧           | 日本仕様のグレード一覧          | 日本仕様のグレード一覧   | 日本仕様のグレード一覧 | 日本仕様のグレード一覧 |
| グレード               | 販売期間               | 排気量                 | エンジン                         | 最高出力・最大トルク            | 変速機                   | 駆動方式               | 価格                   |
| ---------------------- | ---------------------- | ---------------------- | -------------------------------- | ------------------------------- | ------------------------ | ---------------------- | ---------------------- |
| B180                   | 2012年4月 -            | 1,595cc                | 270型 直列4気筒DOHC直噴ターボ    | 90kW(122PS)/200N・m(20.4kg・m)  | 電子制御7速DCT（7G-DCT） | FF                     | 3,710,000円 -          |
| B180 スポーツ          | 2012年4月 - 2017年7月  | 1,595cc                | 270型 直列4気筒DOHC直噴ターボ    | 90kW(122PS)/200N・m(20.4kg・m)  | 電子制御7速DCT（7G-DCT） | FF                     | 3,950,000円 -          |
| B250                   | 2013年2月 - 2015年1月  | 1,991cc                | 270M20型 直列4気筒DOHC直噴ターボ | 155kW(211PS)/350N・m(35.7kg・m) | 電子制御7速DCT（7G-DCT） | FF                     | 4,350,000円 -          |
| B250 4MATIC スポーツ   | 2015年1月 - 2017年7月  | 1,991cc                | 270M20型 直列4気筒DOHC直噴ターボ | 155kW(211PS)/350N・m(35.7kg・m) | 電子制御7速DCT（7G-DCT） | 4WD                    | 5,050,000円 -          |

## 3代目（2019年 -）W247
2018年10月2日、パリモーターショーで発表された。
先代モデルよりも全長を約55mm拡大するなど、ボディサイズを拡大した。ベースとなっているAクラス（W177）より全高は120mmほど高くなっている。Cd値は0.24と、先代モデルの0.25と比べて向上している。
フォルム自体はキープコンセプトでありながら、フロント部分のデザインは、先代モデルと大きく変わった。台形型の大型グリルに尖ったヘッドライトと、特徴的なデザインになり、オグロメジロザメをモチーフにしたというCLS（C257）に非常に近しいものとなっている。
インテリアでは、インストゥルメントクラスター上方のカウルを廃止し、メーターパネルとメディアディスプレイ（いずれも10.25インチ）をつなぎ合わせた、高精細ワイドスクリーンコックピットを全グレードに装備した。なお、メディアディスプレイには、タッチパネル式が採用されている。
周囲の交通状況に応じて、自動加減速とステアリングアシストを行う『アクティブディスタンスアシスト・ディストロニック＆アクティブステアリングアシスト』やドライバーがウインカーを点滅させると、行き先の車線に車両がいないことを確認して自動で車線を変更する『アクティブレーンチェンジングアシスト』、ドアを開ける際、後方から自転車やバイク、人が近づくと警告灯や警告音で危険を知らせる『アクティブブラインドスポットアシスト（降車時警告機能付）』など、Sクラスと同等の安全装置を備え、最高峰の安全性能を実現する「レーダーセーフティパッケージ」を設定した。
新世代インフォテインメントシステム「MBUX（メルセデス・ベンツ・ユーザー・エクスペリエンス）」を搭載し、AIを用いた音声認識を可能にした。「Hey,Mercedes!（ヘイ、メルセデス）」（日本仕様は「Hi,Mercedes!（ハイ、メルセデス）」）で起動する音声認識システムを備え、対話でカーナビの目的地設定やエアコンの温度調節など、車両の機能をコントロールすることができる。
エンジンは、ガソリン仕様が282型 1.4L 直列4気筒直噴ターボエンジンを搭載した「B180」、「B200」の2種類がある。
282型 1.4L 直列4気筒直噴ターボエンジンは先代の270型 1.6L 直列4気筒直噴ターボエンジンよりも排気量が小さくなっているものの、出力は向上している。だが、出力特性としては取り回し重視のやや低回転型へシフトしたため、最高速度は落ちている。
ディーゼル仕様は、OM608型 1.5リットル直列4気筒直噴ターボディーゼルエンジンを搭載した「B180d」、OM654型 2.0リットルの「B200d」、「B220d」の2種類がある。
トランスミッションは、ガソリン仕様に7速DCT（7G-DCT）が、ディーゼル仕様にはさらに一段多段化した8速DCT（8G-DCT）が採用されている。

### 日本市場での販売
2019年6月6日、フルモデルチェンジ。同日より販売を開始（B200dの納車は10月以降）。キャッチコピーは、「会話がはずむ、メルセデス。」である。
日本市場には、1.4リッターガソリンターボモデルのB 180と、2リッターディーゼルターボモデルのB 200 dが導入された。LEDヘッドライト、Aクラスの標準モデルより1インチアップした17インチ10スポークアルミホイール、ワイヤレスチャージング、「Mercedes me connect」が全車に標準装備される。通常は全高が1,550mmを超える為立体駐車場への入庫は不可だが、メーカーオプションの「AMGライン」の装着により全高が低くなり、1,550mmを切るため、立体駐車場への入庫が可能となる。また、WLTCモードによる排出ガス・燃料消費率に対応しており、B 180は「平成30年排出ガス基準50%低減レベル（☆☆☆☆）」認定を取得する。
同年11月、Apple CarPlay、Android Autoは、当初、日本仕様では使用できなかったが、Mercedes me Storeで権利を購入する事で使用出来るようになった。
2020年6月、全車種に無償ボディーカラーとして設定されていた「ジュピターレッド」が廃止された。また内装では後席のアームレストが廃止され、これに伴い内蔵されるカップホルダーも廃止された。
同年9月17日、一部改良（同日より予約受注開始、10月以降順次納車）。従来オプション設定だった「レーダーセーフティパッケージ」を標準装備化した。
2021年9月3日、一部仕様変更を発表（10月配車分から順次適応）。アンビエントライトとナビゲーション機能を全モデルに標準装備化。「MBUXインテリア・アシスタント」をパッケージオプションに追加設定された一方、テレビ機能（12セグ/ワンセグ自動切替）はオプションから切り離してオンラインストアの「Mercedes me Store」での販売に移行され、12V電源ソケット（ラゲッジルーム）やワイヤレスチャージングなどの一部装備の標準設定が停止された。
2023年2月27日、マイナーチェンジ。外観がよりスポーティとなり、フロントはヘッドライトのデザインが変更され、AMGラインではシングルルーバータイプの「スターパターンフロントグリル」を採用。リアはディフューザーのデザインが変更され、LEDリアコンビネーションライトは2ピース構造となり、リアウィンドウ両端にスポイラーが装備された。アルミホイールはブラックペイントがあしなわれた5ツインスポークが採用され、ボディカラーには新色のローズゴールドが追加された。内装はステアリングホイールが最新世代へアップデートされ、ディスタンスアシスト・ディストロニックはリムに静電容量式センサーを備えたパッドを採用したことでステアリングホイールにかかるトルクがなくてもドライバーがステアリングホイールを握っていることが認識されるようになり、使い勝手を向上。センターコンソールに設定されていたタッチパッドが無くなり、助手席前のインテリアトリムのデザインが刷新され、メーカーオプションの「AMGレザーエクスクルーシブパッケージ」選択時には従来設定されていなかった本革ブラックの選択が可能となった。装備面ではMBUX ARナビゲーション、アダプティブハイビームアシスト、アドバンストサウンドシステムが標準装備された。
| グレード                | 販売期間               | 排気量  | エンジン                                   | 最高出力・最大トルク | 変速機           | 駆動方式 |
| ----------------------- | ---------------------- | ------- | ------------------------------------------ | -------------------- | ---------------- | -------- |
| B 180                   | 2019年6月 - 2023年10月 | 1,331cc | 282型 直列4気筒 DOHC ターボチャージャー    | 136PS/20.4kg・m      | 7速DCT（7G-DCT） | FF       |
| B 180 （BSG搭載モデル） | 2023年10月 -           | 1,331cc | 282型 直列4気筒 DOHC ターボチャージャー    | 136PS/23.5kg・m      | 7速DCT（7G-DCT） | FF       |
| B 200 d                 | 2019年6月 -            | 1.950cc | OM654q型 直列4気筒 DOHC ターボチャージャー | 150PS/32.6kg・m      | 8速DCT（8G-DCT） | FF       |